# よいやさ祭り
よいやさ祭り（よいやさまつり）は、富山県南砺市井波地区にて、毎年5月3日に行われる井波八幡宮の春季大祭である。

## 概要
井波町は1390年（明徳元年）3月に開町し、井波八幡宮は1393年（明徳4年）に、京都の石清水八幡宮より勧進し、井波城本丸跡に建立されたもので、建立直後から町建てが3月だったことから3月8日に祭礼が行われてきた。1831年（天保2年）3月には壱ノ輿と呼ばれる四角の大神輿を制作し、1833年（天保4年）より渡御行列に参加するようになり、これがよいやさ祭りの始まりとされている。その後何度かの日程変更を経て、1892年（明治25年）には5月9日、1968年（昭和43年）より5月3日の祝日に行われている。
現在は3頭の獅子（獅子舞）が先導し、6基の神輿が井波彫刻の木彫の街として有名な井波の町中を「よいやさー、よいやさー」の元気な掛け声とともに氏子町約10kmを渡御する。また4台の屋体（〔庵屋台〕井波では屋台ではなく屋体と書く）が、屋体囃子・屋体唄（庵唄）を奏でながら町中を練り歩く。なお、よいやさ祭りの語源は、神輿を担ぐ時の掛け声からきている。
この祭礼は2006年（平成18年）に、「とやまの文化財百選（とやまの祭り百選部門）」に選定されている。
2020年（令和2年）3月22日、新型コロナウイルス感染症の拡大を受け、関係諸団体はこの年の神輿の渡御などの中止を決定した。社殿での神事等は行われる。また2021年（令和3年）も中止となっている。

## 獅子（獅子舞）
神輿渡御の露払い役の獅子は3頭あり3町が受け持つ。山下町の獅子は、祭礼の起源と同じ1833年（天保4年）より約180年、東町は1895年（明治28年）より約120年、下新町は1951年（昭和26年）より約40年の歴史がある。獅子頭は桐で出来た井波彫刻の逸品で、山下町は黒漆塗りの雌（めす）獅子、東町は黒漆塗りで金塗りの角がある雄（おす）獅子、下新町は金塗りで角がある雄獅子である。また、いずれの獅子も百足獅子といわれるもので、5人ほどの大人が獅子の中に入り舞い、童子は小学校の子供たちが務める。なお、舞う順番が決まっており、山下町、東町、下新町の順でこれらは変わることはない。
なお、山下町の獅子舞は2005年（平成17年）に、「とやまの文化財百選（とやまの獅子舞百選部門）」に選定されている。

## 傘鉾
傘鉾は、台車に独自の飾り（鉾）が飾られているもので、現在3つの傘鉾が渡御行列に並ぶが、1842年（天保13年）には上新町、中新町、下新町、北新町、畑方、六日町、三日町の7町が出しており、1849年（嘉永2年）に松島村が加わり8町となり、1880年（明治13年）に今町が、1922年（大正11年）には中新町が加わったと記録に残る。1956年（昭和43年）には火災で、畑方の傘鉾が屋台とともに焼失している。
- 上新町
  - 飾り - 諫鼓（かんこ）の鶏
- 今町
  - 飾り - 三種神器
- 下新町
  - 飾り - 鷹

1925年（大正14年）の大火により焼失したため、昭和時代に入り新調した。
なお明治期には、上記の町の他に北新町（宝珠鵞鳥）、畑方町（千成瓢箪）、六日町（笠に野猿）、三日町（玉取獅子）が存在した記録が残っている。なお三日町の傘鉾は、現在渡御行列には加わらず「井波木彫総合会館」の参考資料室にて展示されている。

## 神輿
神輿は全6基あり、背中に担ぐ神輿の名前が居抜かれた黒い法被を羽織った大人の男性が担ぐ、金色に輝く壱ノ輿から参ノ輿まで形の違う大神輿3基と、井波中学校の生徒が担ぐ子供神輿2基、一般女性が担ぐ華みこし1基がある。いずれも社寺建築を用いた木組み構造となっている。なお、大神輿を担ぐ若衆は、江戸時代ごろまでは「勇男」、現在では「力者」と呼ばれる。なお2005年（平成17年）まで大人の法被は神輿ごとに色が違った。

### 大神輿
大人の男性（力者）が担ぐ大神輿3基は、屋根、胴体ともに金箔張りの京系神輿である。全体を金具細工で仕上げ、屋根からは瓔珞、胴周りには羅網瓔珞（らもうようらく）の簾が下がり、下部は玉垣状の勾欄で囲んでおり、鳥居が備わっている。また屋根の対角の端は蕨手となっており、蕨手と担ぎ棒間は、大きな鈴がいくつも付いた赤い太綱4本で結ばれているのが特徴である。重さはいずれも1t以上あり、40人以上の力者によって担がれるため、神輿本体の漆塗の担ぎ棒（長さ 3.7m）では担げないので、祭礼では専用の総ヒノキの白木台座（長さ 8.2m、幅 1.5m）をくくり付ける。
- 壱ノ輿（四角輿） – 井波八幡宮御祭神
  - 起源 : 1831年（天保2年）3月〔渡御は1833年（天保4年）より〕
  - 高さ 1.97m（台座から鳳凰まで）

3基の内最も重量がある。
胴体、屋根とも四角。屋根は宝形屋根で軒は四面とも唐破風作りとなっており、屋根の上には羽を広げた黄金の鳳凰が乗る。
この神輿だけ2重玉垣勾欄で、4面に鳥居が付いている。
- 弐ノ輿（八角輿） – 神明社御祭神
  - 起源 : 1841年（天保12年）

胴体、屋根は八角である。屋根の上には吉祥飾りの葱花形の擬宝珠が乗る。
4ケ所に鳥居が付いている。
- 参ノ輿（六角輿） – 諏訪社御祭神
  - 起源 : 1843年（天保14年）

3基の内最も小振りである。
胴体、屋根は六角である。屋根の上には吉祥飾りの葱花形の擬宝珠が乗る。
前後2カ所に鳥居が付いている。

### 子供神輿と華みこし
子供神輿と華みこしの3基は、1937年（昭和12年）、1966年（昭和41年）、1968年（昭和43年）にそれぞれ寄進されたもので、江戸神輿系の屋根が黒漆で金色の巴紋の飾りがある神田神輿といわれるものである。
- 子供神輿（2基）は、戦前は小学6年生や高校生の男子、戦後は氏子町内の中学生男子が担いでいたが、生徒数が減少したため1995年（平成7年）より中学生の女子が加わった。現在は井波中学校の1年生から3年生までの男女生徒が担いでいる。2018年（平成30年）の祭礼までは3基であった[3]。
- 華みこし（1基）は、2019年（令和元年）の祭礼より、少子化のため子供神輿3基の内1基を、一般女性のみで担ぐ神輿に変更したもの。担ぎ手の女性参加者は公募で募った。また、華みこし専用の黒い法被も新調した[3][4]。

## 屋体（庵屋台）と廃絶した曳山
祭礼で曳かれ、井波では屋体という5台の庵屋台は、約140年前の明治期に創建された八日町、上新町、北川・北新町、今町の4台が3層構造の破風屋根の御殿屋体で、上部2層は精巧な御殿の模型になっている。中新町は屋根付き2層構造の踊り屋体で、2層目が舞台になっており、舞台上では女の子たちが踊りを披露する。下層はともに格子がめぐり回され囃子方が中に入り、横笛、三味線、示太鼓、大太鼓、鉦鼓、鼓によって屋体囃子や屋体唄が奏でられる。屋体の大きさは、北川・北新町が一番大きく、長さ2間（約3.63m）、幅7尺（約2.1m）、高さ約4m、八日町、上新町、中新町が、長さ2間（約3.63m）、幅6尺5寸（約1.97m）、今町が長さ9尺（約2.73m）である。なお、以前は各屋体を担いで移動し、中に入る囃子方は屋体の移動に合わせて歩きながら演奏していたが、近年下層の4本の足に車輪を付け床も設けられたため、座って演奏出来るようになっている。また今町の屋体はもともと1層構造の屋体であったが、1926年（大正15年）に3層建てに改築、それに合わせ庇や屋根を増築し現在の形に近いものになっている。
1849年（嘉永2年）には、八日町、六日町、藤橋、三日町、上新町、北新町の6台の屋台、中新町の曳山1基があったという。1878年（明治11年）には、今町の屋体と畑方の曳山（のちに屋体に変更）が加わり、7台の屋体と2基の曳山があった。しかし、1898年（明治31年）春の大火で六日町の屋体を焼失、1925年（大正14年）の大火では中新町の曳山を焼失、1905年（明治38年）に曳山から屋体に変更し、1957年（昭和32年）ごろに運行をやめた畑方も、1968年（昭和43年）の火災で屋体を焼失している。
大正の大火で曳山を失った中新町は、1956年（昭和31年）に花笠のある仮屋体を新造、1979年（昭和54年）に、長さ約4m、幅約2m、高さ約5mの屋根付き2層の踊り屋体を完成させ、2009年（平成21年）まで引き回し、屋体の舞台上で子供たちの踊り（日本舞踊）も披露されていたが、踊り手、世話人などの確保が難しくなり中断した。その後2019年（平成31年）2月に屋体に井波の彫刻を取付けて復活。踊り手や囃子方、世話人なども井波日本遺産推進協議会によって確保し踊りが復活、2019年（令和元年）5月の祭礼以降、引き回され踊りが披露されている。
2021年（令和3年）には、新たにえびす像や大黒像などの井波の彫刻4点を、踊り屋体の屋根などに設置した。また、現在獅子舞を執り行っている下新町は、1868年（明治元年）より屋体制作の計画を立て制作に取り掛ったが、当時の大不況のあおりを受けて中止している。

### 屋体（屋台）囃子と屋体唄（庵唄）
屋体囃子は「井波ばやし」といわれ祇園囃子、道中囃子、のぼり囃子、帰り囃子などがあるが、各屋体によって節が微妙に違う。また各町屋体独自の囃子がある。
屋体唄は各屋体で毎年新作が作詞されており、その年の世相を反映させたものが多い。祭礼では祝儀を出した家の前で屋体を止め披露され、歌詞を書いた短冊を家主に贈る。
2015年（平成27年）4月には、南砺市の各祭礼で屋台（庵屋台）を持ち、屋台唄（庵唄）を継承している4団体が集まり、地方、謡い手の技術向上・育成、継承保存を目的に、「南砺市庵唄伝承保存活動協議会」を立ち上げた。また南砺市も支援のため補助金を交付する。
- 所属する祭礼団体 :  よいやさ祭り（井波）、城端神明宮春季祭礼〔城端曳山祭〕（城端）、宇佐八幡宮春季祭礼（福光）、福野神明社春季祭礼本祭〔福野夜高祭〕（福野）

## 渡御行列
祭礼が始まってから行われている渡御行列は、行列に加わらなくなった物も多いが現在も続けられている。
現在は、巡行路の浄め役の3頭の獅子が先導し進む。その後雅楽を流しながら進む自動車を先頭に、2人の先祓い（警護）役が、ササラと呼ばれ下部を細かく裂いた長さ9尺の太い孟宗竹を、「ザーザー」と音を立て引きずる。次に先端最上部に榊、その下に神々を案内する猿田彦の天狗の面が付けられた竹の棒（いずれも三日町）、次にそれぞれ台座に載せられた棒先端上部の金珠に、青龍（東町）、朱雀（木崎野町）、白虎（六日町）、玄武（東町）の彫刻が載る四神旗。次に大森神社と富岡鉄斎が書いた金襴緞子の錦旗の台旗（八日町）が続く、これは井波八幡宮の前身の社名である。次に台座に乗せられた3つの傘鉾が続く、次に6基の神輿が続き、神官が鳴らす台付き太鼓、宮司、町三役、宮総代が最後尾を固める。なお、四神旗、台旗、傘鉾、台付き太鼓は、以前は担いで移動していたが、現在は台座に車輪が付けられている。

## 主な日程
- 宵祭り（5月2日）

夕方より井波八幡宮拝殿にて神事が行われ、浦安の舞が奉納される。神事のあと拝殿前で3町の獅子が、御旅所に向かう御神霊の祓いを舞う。その後御神霊が八日町通りにある御旅所 に向い、鎮座する3基の大神輿に移されると、獅子舞や浦安の舞が披露される。また、屋体（庵屋台）は御旅所で屋体唄（庵唄）を披露し、長唄などを奏でながら町を回る。
- 本祭（5月3日）

早朝7時頃より獅子（獅子舞）が町中の巡行路を浄め進む。その後午前9時より渡御行列が町中を進む。お祓いを願い出た家の前では、神輿の下に台を置いて止まり宮司や神官よりお祓いを受ける。お祓いの種類は、神輿6基すべてが止まり宮司が祈祷する「特別修祓」、同じく6基が止まり6人の神官がお祓いをする「修祓」、指定の神輿が止まり神官が祈祷する「祈祷」がある。夕刻には神輿は御旅所前まで戻って来るが、祭りの終りを惜しみ「戻せ、戻せ」の掛け声とともに何度も行ったり来たりを繰り返し、ようやく御旅所に戻ると中入りとなり「中入りの儀」が行われる。
その後八幡宮に還幸し、夕暮れに6基の神輿が井波八幡宮に戻ってくると、境内で時計と反対周りに3回大回りし、その後中央の参道から拝殿の階段を登り宮入りし、御神霊が神輿より井波八幡宮に戻される。その後3町の獅子舞の舞納めを順番に奉納し祭りが終了する。
屋体（庵屋台）は、日中から祝儀を出した家の前で屋体唄（庵唄）を披露しながら夜遅くまで町々を回る。

## その他
井波八幡宮の神官は代々綿貫家が受け継いでいるが、元衆議院議員で第70代衆議院議長を務めた綿貫民輔も宮司を務めた。